# Escuela de Periodismo Carlos Septién García
La Escuela de Periodismo Carlos Septién García (EPCSG) es una institución educativa mexicana de periodismo. Fundada por Luis Beltrán y Mendoza el 30 de mayo de 1949 en conjunto del grupo Acción Católica Mexicana. El 2 de julio de 1976 obtienen la certificación de la Secretaría de Educación Pública para la impartición de títulos, siendo con ello la primera escuela en México en dedicarse específicamente al periodismo.

## Historia
Con el objetivo de crear una escuela dedicada al periodismo Luis Beltrán y Mendoza, Alejandro Avilés Insunza y Fernando Díez de Urdanivia (quien era editor del diario mexicano Excélsior y que habría de fungir como su primer director) y con el apoyo de Acción Católica Mexicana se fundó en el edificio de San Juan de Letrán #23, el 30 de mayo de 1949, el colegio que daría origen a la institución.
No sería sino hasta 1966, bajo la gestión de Alejandro Avilés Insunza y con el objetivo de ser una institución plural en la que existe libertad de cátedra, dentro del espíritu y objetivos académicos que habrían de separarse de ACM. La escuela pretendía con ello que se respeten todas las tendencias políticas, ideológicas y religiosas, las que constituyen materia de estudio en aquellas asignaturas convergentes con esos contenidos.
El nombre actual de la institución se debe al periodista Carlos Septién García, quien perdió la vida en un accidente aéreo durante su traslado hacia la ceremonia inaugural de la presa Falcón, el 19 de octubre de 1953, periodo en el cual desempeñaba el cargo de director de la escuela.

## Currícula educativa
La escuela ofrece estudios en:
- Licenciatura en Periodismo
- Maestría en Periodismo Político
- Maestría en Periodismo Económico
- Maestría en Periodismo y Gestión Cultural

## Directores
- 1949-1951: Fernando Díez de Urdanivia y Díaz
- 1951-1953: Carlos Septién García
- 1953-1958: José N. Chávez González
- 1958-1963: Carlos Alvear Acevedo
- 1963-1984: Alejandro Avilés Insunza
- 1984-2001: Manuel Pérez Miranda
- 2001-2004: Alejandro Hernández
- 2004-2008: Manuel Pérez Miranda (segundo período)
- 2009-2016: José Luis Vázquez Baeza
- 2016-2022: Víctor Hugo Villalva Jiménez
- 2022-presente: Analletzin Díaz Alcalá[7]

## Premios y distinciones
- Premio a la mejor Escuela de Periodismo en México.[8]